# 야마모토 니조

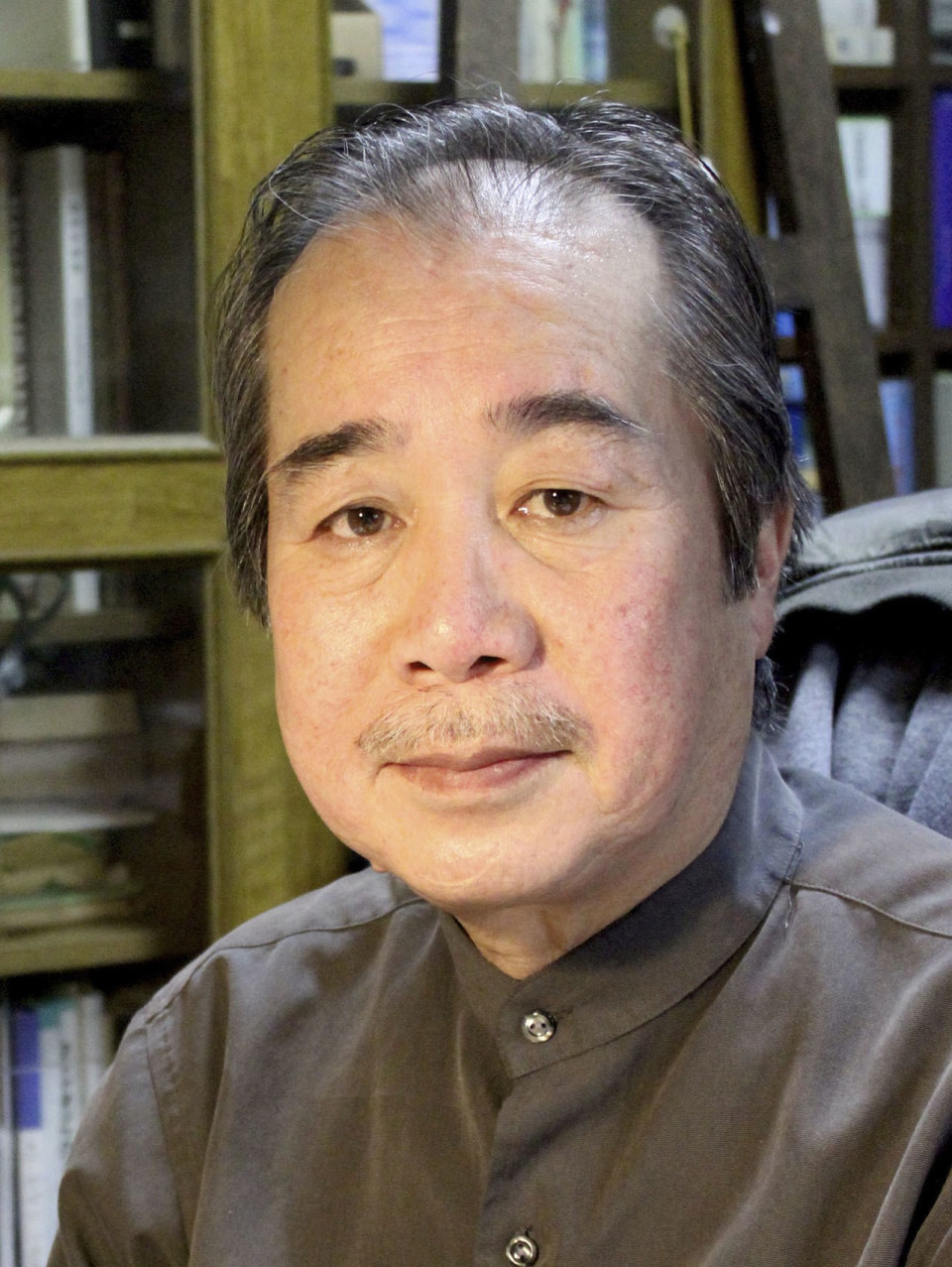

야마모토 니조(일본어: 山本 二三, 1953년 6월 27일~2023년 8월 19일)은 일본의 애니메이션 미술 감독이자, 애니메이션 감독이다. 나가사키현 고토시 출신이다. 카이에이샤(絵映舎) 대표를 지냈다.

## 약력
미야자키 하야오가 연출한 TV 애니메이션 《미래소년 코난》에서 첫 미술 감독을 맡았으며 이후 《천공의 성 라퓨타》, 《반딧불이의 묘》, 《모노노케 히메》 등 미술감독으로서 여러 명작에 참여한다. 현재는 카이에이샤 대표이자 애니메이션 미술감독으로서 활동 중이며, 2010년부터 고향 고토의 풍경을 100점의 그림에 담는 고토백경(五島百景) 프로젝트를 2021년 1월 완성했다.
독자적인 구름 표현으로 팬들 사이에서 그가 그린 구름을 "二三雲"(니조 구름)이라 부르기도 한다.
2018년, 고향인 고토시에 야마모토 니조 미술관이 개관.
현 고토시 홍보대사 및 도쿄 애니메이션 컬리지 전문학교 강사.

## 주요 작품
- 1978년 미래소년 코난(미술감독)
- 1978년 빨간머리 앤(배경)
- 1986년 천공의 성 라퓨타(미술감독)
- 1988년 반딧불이의 묘(미술감독)
- 1995년 귀를 기울이면(배경)
- 1997년 모노노케 히메(미술감독)
- 2001년 센과 치히로의 행방불명(배경)
- 2006년 시간을 달리는 소녀(미술감독)
- 2007년 미요리의 숲(감독)
- 2014년 바라카몬(공식 사이트의 키 비주얼)
- 2019년 날씨의 아이(기상신사의 천장 그림)